# Nota Posthumus
Nota Posthumus is de naam waaronder de in september 1968 uitgegeven nota De universiteit, doelstellingen, functies, structuren bekend is geworden. De nota is genoemd naar de auteur, de regeringscommissaris voor het hoger onderwijs prof.dr. K. Posthumus.

## Kern van de nota
De nota bepleit
- de invoering van een vierjarige cursusduur in het universitair onderwijs (was vijf jaar),
- de beperking van de inschrijvingsduur van studenten,
- het inbouwen van scherpere selectiemomenten in de studie,
- het kunnen behalen van een doctorsgraad in een 'tweede fase' van maximaal drie jaar.

## Voorgeschiedenis
Nederlandse universiteiten worden van oudsher bestuurd door enerzijds het College van curatoren en anderzijds de Senaat. In het College van Curatoren zitten bestuurders uit politiek en bedrijfsleven. Voor de meesten is het curatorschap een nevenfunctie. De Senaat bestaat uit de hoogleraren onder leiding van de rector magnificus. Andere medewerkers van de universiteit en studenten hebben geen enkele stem in het bestuur.
De starre bestuursstructuur maken het moeilijk in te spelen op snel veranderende omstandigheden zoals snel groeiende aantallen studenten en daarmee samenhangende kostenstijgingen van het universitair onderwijs. De maatschappelijke trend van democratisering kwam daar nog bovenop.
Posthumus was bekend om zijn onderwijskundige opvattingen bij de ministers van onderwijs en wetenschappen Diepenhorst en Veringa. In maart 1967 publiceerde hij vier spraakmakende artikelen in de Nieuwe Rotterdamse Courant en werd hij benoemd tot regeringscommissaris voor het hoger onderwijs.

## Na de nota
De Nota Posthumus riep veel kritiek op. "Technocratisch herstructurering", "knieval voor het kapitalisme": het ging de een te ver en de ander niet ver genoeg. Na de Parijse studentenopstand in 1968 volgden in 1969 studentenacties in Tilburg, Nijmegen en Amsterdam (Maagdenhuisbezetting), en Wageningen. Uit angst voor escalatie voerde Veringa in Wet universitaire bestuurshervorming 1970 in. Onder minister voor Wetenschapsbeleid Mauk de Brauw verschoof de discussie naar een over financiën: moest het collegegeld verhoogd worden naar 1000 gulden en moest het aantal eerstejaars studenten worden beperkt?
Via de Wet Herstructurering Wetenschappelijk Onderwijs (1975) en Hoger onderwijs voor velen (1978) kwamen de ideeën uit de Nota Posthumus onder minister Pais terecht in de Wet op de tweefasenstructuur (1981).

## Bron
- De kleine TU/e encyclopedie 1956-2006, Joep Huiskamp, Eindhoven, 2006, ISBN 90-73192-30-7